# Артюх, Николай Петрович
Николай Петрович Артюх — учёный в области автоматизации и вычислительной техники, лауреат Государственной премии СССР (1987).
Родился 7 мая 1937 года.
Работал на Брестском электромеханическом заводе: начальник лаборатории металлов (1968—1977), начальник механосборочного производства, начальник отдела механизации и автоматизации (1977—1979), начальник СКБ (1979—1991), заместитель главного инженера (1996—1997).
Участник разработки дисплейного комплекса ЕС-7920, возимых вычислительных комплексов специального назначения; средств автоматизации производственно-технологического назначения.
Лауреат Государственной премии СССР (1987) — за участие в освоении уникального изделия, входящего в комплекс, созданный для Главного разведывательного управления СССР (подвижный вычислительный комплекс «Кентавр», который ставился на военные автомобили).